# Euxoa atropurpurea
Euxoa atropurpurea là một loài bướm đêm trong họ Noctuidae.